# Sowerbyella bauerana
Sowerbyella bauerana är en svampart som först beskrevs av Mordecai Cubitt Cooke, och fick sitt nu gällande namn av Harmaja 1984. Sowerbyella bauerana ingår i släktet Sowerbyella och familjen Pyronemataceae.   Inga underarter finns listade i Catalogue of Life.